# Лухтанов, Вячеслав Геннадьевич
Вячеслав Геннадьевич Лухтанов (укр. В'ячеслав Геннадійович Лухтанов, 12 февраля 1995, Лутугино, Украина) — украинский футболист, защитник.

## Клубная карьера
Воспитанник ДЮФШ «Динамо» им. Валерия Лобановского. Первый тренер — Александр Шпаков. Выступал в ДЮФЛ за «Динамо».
С лета 2011 года находился в структуре «Динамо» (Киев), однако первый сезон выступал за молодёжную команду, после чего летом 2012 года был заявлен за «Динамо-2».
Зимой 2015 года был отдан в аренду в ужгородскую «Говерлу». 9 мая 2015 года дебютировал в составе «Говерле» в Премьер-лиге, выйдя на 79-й минуте матча против донецкого «Шахтёра» вместо Сержа Акакпо.
Во время зимнего перерыва сезона 2015/16 досрочно разорвал соглашение с «Динамо» по обоюдному согласию.

## Выступления за сборную
С 2010 по 2012 год выступал за юношеские сборные Украины разных возрастов.